# Strattonia tetraspora
Strattonia tetraspora är en svampart som först beskrevs av R. Stratton, och fick sitt nu gällande namn av Raffaele Ciferri 1954. Strattonia tetraspora ingår i släktet Strattonia och familjen Lasiosphaeriaceae.   Inga underarter finns listade i Catalogue of Life.